# Alocasia arifolia
Alocasia arifolia là một loài thực vật có hoa trong họ Ráy (Araceae). Loài này được Hallier f. mô tả khoa học đầu tiên năm 1901.